# Clan Shukria
Les Shukria sont un  clan arabe vivant dans l'est du Soudan. Ils ont probablement vécu initialement autour de Merowe mais au cours des derniers siècles se sont installés dans la région du Butana entre la rivière Atbara et le Nil Bleu. Les villes où vivent les Shukria sont Halfa Aljadeeda, Kassala, Alfao, Khashm El Girba et Tamboul. Les Shukria sont musulmans sunnites qui parlent un dialecte arabe appelé « Shukriyya ».

## Ascendance
Le clan prétend descendre de la tribu Quraych et leur ancêtre serait Abdullah Aljawad bin Jaafar Altayar. Des indices  les lient  à la tribu arabe de Yashkur, une branche de Qays ʿAylān. Les Shukria revendiquent leur origine d'un personnage du début du XVIIe siècle appelé Tuaym ou de son fils Sha'a el Din walad Tuaym,. Le nom de famille de la branche principale du clan est « Abu Sin », du nom d'« Awad el Kerim Abu Sin » (Père des Dents), se référant à ses grandes dents proéminentes. La ville de Gedaref, au centre du pays des Shukria, était autrefois connue sous le nom de Suk Abu Sin.
Les principales branches du clan Shukriya sont les Nailab (dont les Abu Sin, descendants de Nail, fils de Sha'a el Din) ; le Nurab (descendant de Nur, frère de Sha'a el Din) ; le Galahib (descendant de Gilhayb, l'arrière-grand-père de Sha'a el Din) ; les Kadurab, Adlanab, Hasanab, (descendants d'Awad el Kerim mais séparés des Abu Sin) et divers clans ne descendant pas de Sha'a el Din , les Aishab, Shadarna, Mihaydat, Ritamat, Ofasa, Nizawin et Noaima.

## Expansion

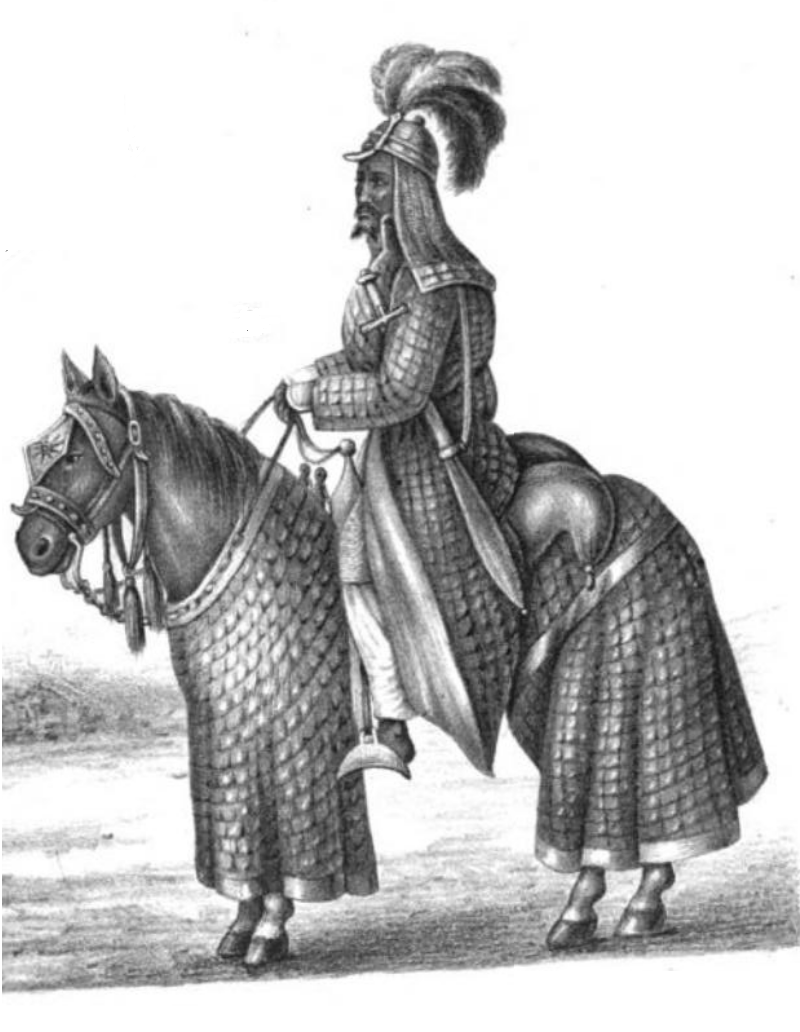
Un cavalier Shukuri en 1879

Le clan Shukria a un lien de sang avec les tribus Rikabia et Batahin . Vers 1779, les Rikabia suggèrent à Badi wad Rajab, régent du Sultanat de Sennar, que le clan Shukria « rende hommage » et lui proposent de l'aider à les placer sous son autorité. Badi envoie une armée Hamaj avec des renforts Rikabia contre les Shukria. Selon leurs récits, le clan Shukria n'avait que douze chevaux, et seulement sept d'entre eux étaient cuirassés, mais ont  réussi à vaincre la force Hamaj, capturant plus de deux cents chevaux de guerre et l'équipement de leurs cavaliers. Les hommes de la tribu Rikabia ont tous été tués et les femmes prises comme épouses par le clan Shukria. Quand Badi wad Rajab apprend cette nouvelle, il devient furieux, mais le sultan Adlan promet le pardon royal aux Shukria s'ils lui jurent fidélité. Les chefs de Shukria, dirigés par Sheikh Abu Ali, acceptent et reçoivent des cadeaux en signe de faveur royale. Badi les invite à Abu Haraz, où ils sont traîtreusement assassinés par des membres de la famille Abu el Kaylik dont les proches étaient tombés au combat. Sheikh Abu Ali et plusieurs de ses fils sont tués. Abu Sin échappe à la tuerie et en 1784 il s'allie avec les Abdallabis pour prendre Arbaji,. En 1795, une bataille éclate entre les Shukria sous Abu Sin et les Batahin à Shambat . Les Batahin sont anéantis, mais Abu Sin est assassiné après la bataille par un prisonnier Batahi.
Ces batailles assurent aux Shukria un rôle dans les structures politiques du sultanat de Sennar. Ils font des alliances de mariage avec les dirigeants de Funj et reçoivent une grande partie du Buttana. Abu Sin encourage son peuple à s'y installer  par des concessions de terres, et l'utilisation croissante du chameau favorise le commerce entre les colonies.
Après la conquête égyptienne du Soudan (1820–1824), le clan Shukria, sous le fils d'Abou Sin, Ahmad Bey ibn Awad devient l'un des alliés les plus fiables du gouvernement. Il reçoit le titre de Bey et contrôle la Gezira et les terres de l'Est. Les Shukria sont récompensés par des concessions de terres et des privilèges fiscaux.

## La Mahdiya

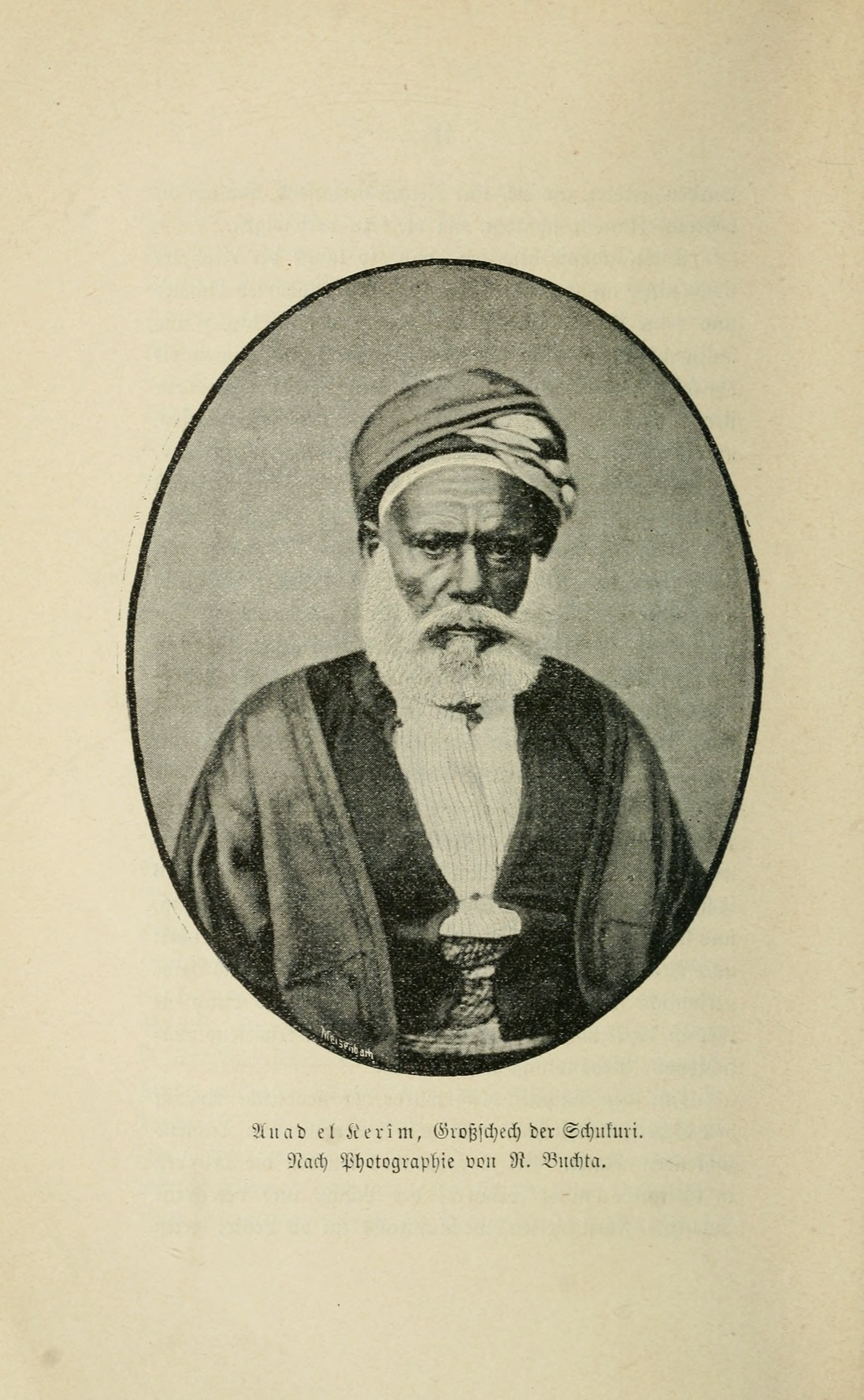
Awad al-Karim Pacha Ahmad abu Sin (mort en 1886), notable des Arabes Shukriya ; nommé nazir (chef de tribu) de la Shukriya en 1872 et 1882 et gouverneur de Khartoum en 1884

Pendant la guerre mahdiste le clan Shukria  reste fidèle aux Égyptiens. Après la défaite d'une force égyptienne face à Mahdi à Musallamia le 3 mai 1882, Carl Christian Giegler Pacha rassemble 2 500 combattants du clan Shukria, fidèles aux Égyptiens et les mène au combat contre le commandant mahdiste Sheikh Taha et le vainc le 5 mai à Abu Haraz,. Alors que l'État mahdiste se consolide, le nazir (chef) des Shukriya, Awad al-Karim Pacha Ahmad abu Sin, est envoyé en prison, où il meurt en 1886.
à partir de 1889, la grande épidémie de peste bovine touche l'est du Soudan. La fiscalité  et les exigences de l'émir mahdiste de Kassala, Hamed Wad Ali provoquent la famine. La tribu Shukria est réduite par la famine et les zones autour de Kassala qu'elle a autrefois cultivées retournent au désert,. Certains Shukriya sont déplacés vers le sud et les frontières orientales du Soudan. Des nouvelles ethnies  arrivent au Butana et des Africains de l'Ouest s'installent autour de Gedarif.

## Après 1900
Pendant la période de domination anglo-égyptienne, les Shukria retrouvent dans le Butana une partie de leurs terres et de leur statut social . Des accords sont conclus avec d'autres tribus sur les droits de l'eau et de pâturage, facilités par le creusement de nouveaux bassins. Jusqu'à la Seconde Guerre mondiale, seuls les Shukriya sont autorisés à creuser de nouveaux puits. Après la Seconde Guerre mondiale, la vie nomade décline . Désormais, les Shukriya vivent principalement dans des villages ruraux et des colonies situées le long de petites voies navigables.
Ces villages sont de deux types différents : les grands villages et le style plus courant des villages qui s'alignent le long du Nil en une chaîne continue de huttes juxtaposées.
Dans les années 1960 et 1970 certains se sont installés dans la ville en développement de New Halfa Scheme (en).